# ヴェルデ・ヴィスコンティ

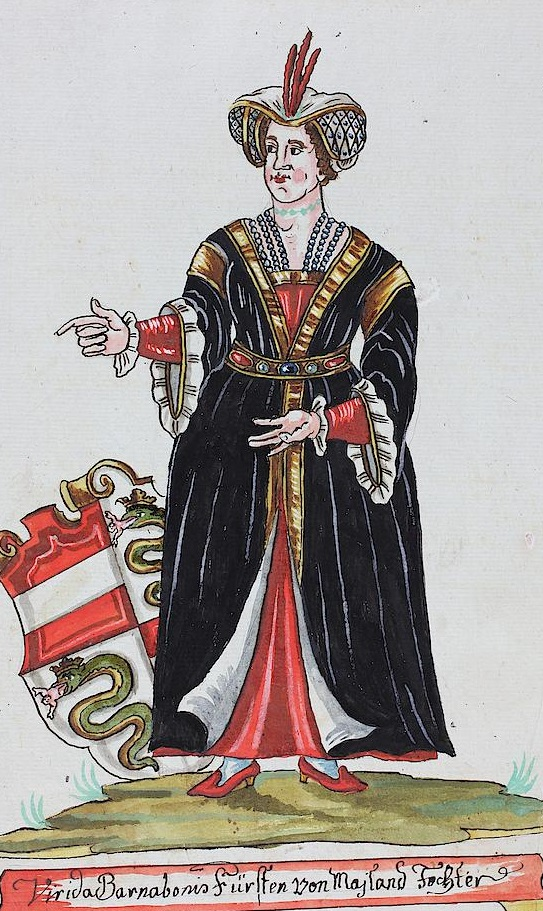
ヴェルデ・ヴィスコンティ（1798年）

ヴェルデ・ヴィスコンティ（Verde Visconti, 1350年頃 - 1414年3月1日）は、ミラノの僭主ベルナボ・ヴィスコンティの娘で、オーストリア公レオポルト3世の妻。

## 生涯
ベルナボ・ヴィスコンティと妻レジーナ・デッラ・スカラの間の15人の子供の中では年長だったと考えられる。名前は「青緑色」を意味するラテン語「ヴィリディス（Viridis）」に由来する。1365年、オーストリア公爵家の一員で、シュタイアーマルク州侯のレオポルト3世と結婚した。夫との間には6人の子供が生まれた。
- ヴィルヘルム（1370年 - 1406年） - 「野心公（Wilhelm der Ehrgeizige）」
- レオポルト4世（1371年 - 1411年） - 「肥満公（Leopold IV. der Dicke）」
- エルンスト（1377年 - 1424年） - 「鉄公（Ernst der Eiserne）」、皇帝フリードリヒ3世の父
- エリーザベト（1378年 - 1392年）
- フリードリヒ4世（1382年 - 1439年） - 「空袋持ち公（Friedrich IV. mit der leeren Tasche）」
- カタリーナ（1385年 - ?） - ウィーン・聖クララ女子修道院長

1386年に夫がスイス中部への遠征中、ゼンパッハの戦いで八邦同盟の軍勢に敗死した。未亡人となったヴェルデは、クライン地方のジッティヒ修道院（現スロベニア領中央スロベニア地方イヴァンチュナ・ゴリツァ郊外）に隣接する村屋敷（Vorwerk）を買い取って隠居した。同修道院の寄進者の帳簿に、1397年、1404年、1414年の3年度にわたり彼女の名前が残っている。修道院長のアルブレヒト・フォン・リンデック（Albrecht von Lindeck）は自身の経営能力の欠如から修道院の財政状態を悪化させており、彼はたびたび修道院の土地を担保にして公爵未亡人から高額の融資を受けていた。修道院のミサでは、ヴェルデと彼女の両親、戦死した夫君の魂の救済を祈るように取り決められた。死後、ヴェルデの抵当に入っていた土地は全て修道院に返却され、彼女の遺体は生前の意思の通り修道院の敷地内に葬られた。
なお、クライン地方の主都ライバッハにも隠居所を所有していた。